# Accipiter henicogrammus
Accipiter henicogrammus е вид птица от семейство Ястребови (Accipitridae). Видът е почти застрашен от изчезване.

## Разпространение
Разпространен е в Индонезия.